# Bell Puã
Isabella Puente de Andrade (Recife,12 de outubro de 1993), conhecida pelo nome artístico de Bell Puã, é uma cantora, compositora, atriz e poeta brasileira.
Graduou-se em História pela UFPE, onde também concluiu o mestrado em História Ambiental, tendo estudado sobre o mangue e suas relações com os seres humanos entre as décadas de 30 e 50 na cidade do Recife.
Enquanto poeta, venceu a primeira edição da Batalha de poesia falada Slam das Minas de Pernambuco, em 2017. No mesmo ano, foi a vencedora do Slam BR, disputado em São Paulo. Com a vitória, tornou-se a representante do Brasil na Copa do Mundo de Slam de 2018, em Paris. Foi uma das artistas convidadas da Festa Literária Internacional de Paraty de 2018.
Em 2018, lançou o seu primeiro livro: É que dei o perdido na razão (Castanha Mecânica). Em 2019, lançou seu segundo livro, Lutar é Crime (Letramento, 2019), que foi finalista do Prêmio Jabuti de Literatura no ano de 2020. Ainda em 2019, venceu o Prêmio Malê de Literatura escrevendo o conto "Mama África é mar solteira". 
Em 2024, lançou seu terceiro livro: "Nossa História do Brasil: Pindorama em poesia" (Litteralux). Ainda em 2024, venceu o Prêmio Conceição Evaristo de Literatura (Fundação Palmares) com o conto "Cabeça Feita: um conto afrofuturista". Em 2025, a artista se prepara para lançar seu primeiro livro infantil, chamado "Não há nada como o Mangue" (Pó de Estrelas).
Em seus caminhos na música, Bell Puã participou do disco “Manual de sobrevivência para dias mortos”, do artista pernambucano China (2019) e do disco “Do meu coração nu”, do também pernambucano Zé Manoel (2020). Em 2021, lançou seus primeiros singles solo: "Dale" e "Bloco de Notas". Em 2024, lançou seu primeiro EP, intitulado "Jogo de Cintura", onde a artista explora durante as seis faixas um trabalho cujas referências são ancoradas no Drill e no Trap, porém dialogando com outras referências de ritmo, sobretudo os regionais de Pernambuco, local de nascimento da artista. A poética da autora se faz presente desde as melodias elegantes atreladas à caneta afiada, como de costume. Perspectivas de raça, gênero e território são temáticas presentes não só no EP, como também em toda a sua produção artística.

## Obras Literárias
2018 - É que dei o perdido na razão (Editora Castanha Mecânica) 
2019 - Lutar é crime (Editora Letramento)
2024 - "Nossa História do Brasil: Pindorama em poesia" (Editora Litteralux)

## Antologias literárias
2019 - No entanto: dissonâncias (Editora Castanha Mecânica)
2019 - Ninguém solta a mão de ninguém - manifesto afetivo de resistência e pelas liberdades (Editora Claraboia)
2019 - Querem nos calar - poemas para serem lidos em voz alta [Organização: Mel Duarte] (Editora Planeta)
2020 - Um pé de ancestralidade (Editora Malê)
2021 - As 29 poetas hoje [Organização: Heloisa Buarque de Hollanda] (Companhia das Letras)
2021 - O poema se chama política (Editora Titivillus)
2024 - Mulher fala o que quiser [Organização: Claudete Daflon] (Editora Pangeia)

## Música
2024 - EP Jogo de Cintura

## Prêmios
2017 - Slam das Minas Pernambuco
2017 - Slam BR
2019 - Prêmio Malê de Literatura
2020 - Prêmio Jabuti de Literatura (finalista)
2024 - Prêmio Conceição Evaristo de Literatura (Fundação Palmares)